# Raji Sourani
Raji Sourani, né le 31 décembre 1953 dans la bande de Gaza, est un avocat et militant des droits de l'homme. Marié et père de deux enfants, il habite dans la bande de Gaza.

## Biographie
Raji Sourani a été emprisonné par Israël pour son travail de défense des prisonniers palestiniens. Il a aussi été détenu en 1995 par l'Autorité palestinienne pour avoir critiqué la mise en place d'un tribunal de sécurité.
Raji Sourani était un prisonnier d'opinion Amnesty International en 1985 et 1988, il a reçu le Prix Robert F. Kennedy des droits de l'homme en 1991. Il est membre de la Commission internationale de juristes, vice-président de fédération internationale des ligues des droits de l'homme et président fondateur du Centre palestinien pour les droits de l'homme. Il est membre du comité de parrainage du Tribunal Russell sur la Palestine dont le début des travaux a été présenté le 4 mars 2009. Il  est récipiendaire du prix Nobel alternatif en 2013 et a été décoré en 2021 par la France au rang de chevalier de l'Ordre national du mérite.
Le 22 octobre 2023, Sourani et sa famille ont survécu aux frappes aériennes israéliennes après la destruction de sa maison.